# روبيرت هابك
روبيرت هابك (بالألمانية: Robert Habeck) هو سياسي وكاتب ألماني، ينتمي إلى حزب الخضر الألماني ويشغل منصب رئيس حزب الخضر الألماني بالتعاون مع أنالينا بيربوك منذ السابع والعشرين من شهر يناير (كانون الثاني) عام 2018. وُلد هابك في الثاني من شهر سبتمبر (أيلول) لعام 1969 في لوبيك.
دخل هابك في عام 2009 برلمان ولاية شلسفيج-هولشتاين للمرة الأولى خلال قائمة الولايات وأصبح رئيس التكتل، وفي انتخابات برلمان شلسفيج-هولشتاين لعام 2012 انضم كمرشح بارز عن حزبه وشغل منصب وزير نقل الطاقة والبيئة والزراعة والمناطق الريفية إضافة لكونه نائب رئيس الوزراء في حكومة ألبج في هولشتاين. بعد انتخابات برلمان ولاية شلسفيج - هولشتاين لعام 2017 تم تعينه مرة أخرى لمنصب وزير نقل الطاقة والبيئة والزراعة والمناطق الريفية ومنصب نائب رئيس الوزراء في حكومة جونتر. يشغل هابك منصب المكتب الوزاري مؤقتًا نظرًا لانتخابه لرئاسة الحزب وذلك أقصاه حتى شهر سبتمبر (أيلول) عام 2018 وفقًا لقواعد الحزب.

## دراسته

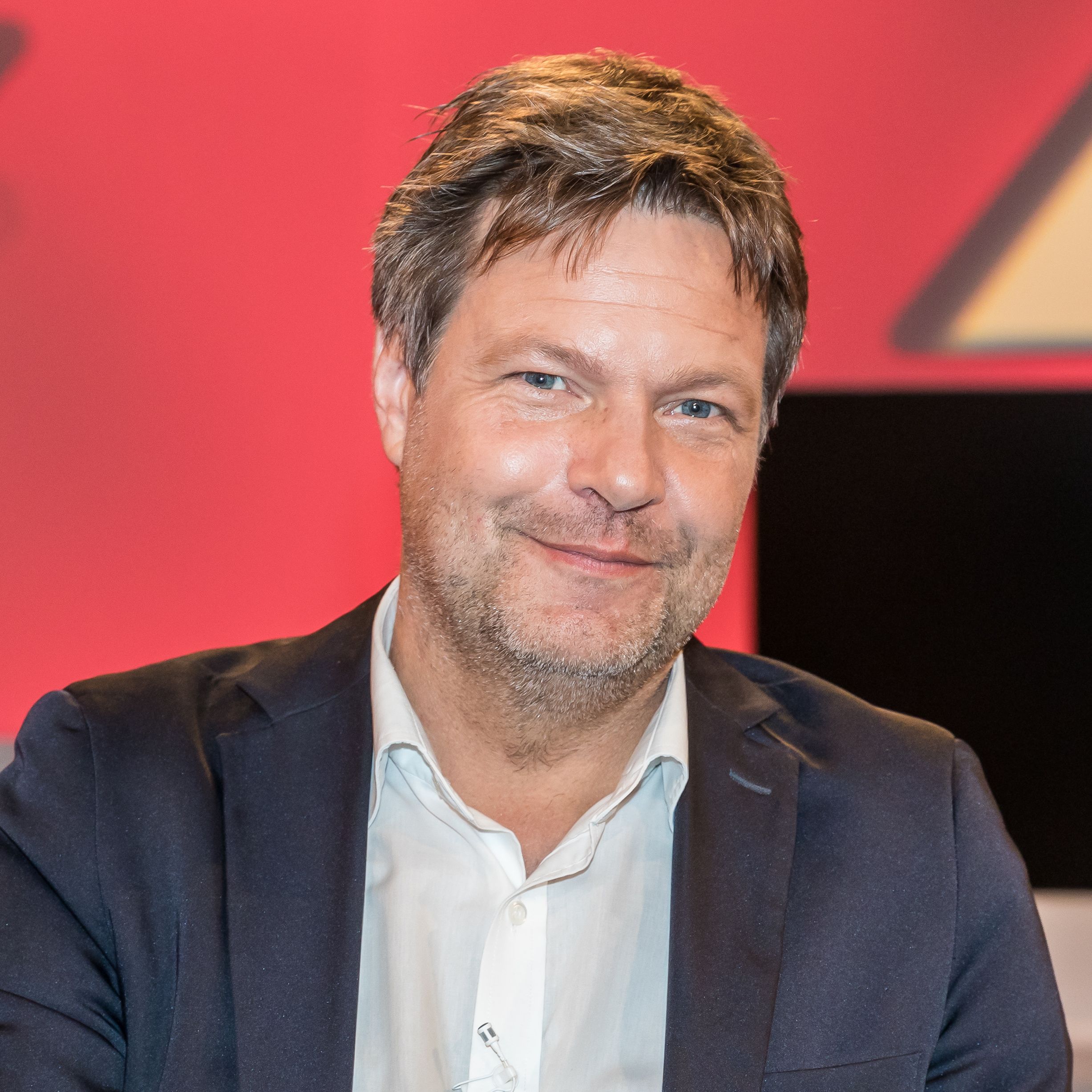
روبرت هابك في عام 2018

حصل هابك على شهادة الثانوية الألمانية في عام 1989 من مدرسة هاينرش- هاينه، وبعد الخدمة الإلزامية في اتحاد هامبورج للشلل التشنجي - حاليًا اتحاد هامبورج العائلي للعيش مع ذوي الاحتياجات الخاصة- شرع هابك في دراسة الفلسفة وعلوم اللغة الألمانية والفيلولوجيا في عام 1991 في جامعة فرايبورغ ثم حصل على الاختبار الفصلي الثاني لعام 1992/ 1993 في جامعة روسكيلدا في الدنمارك.
حصل هابك على درجة الماجستير من جامعة هامبورغ في عام 1996 وكان موضوعه هو مناقشة أشعار كاسمير أولغيش (1775–1825) التي نشر عنها كتابًا في السنة اللاحقة.
تزوج هابك من الكاتبة أندريا بلاوخ في عام 1996 وأنجبا ابنهم الأول في العام ذاته. حصل هابك على منحة الدكتوراه من جامعة هامبورغ (1996–1998)، و في عام 2000 حصل على دكتوراه في الفلسفة وكان موضوع أطروحته هو الاقتباسات الجمالية الأدبية .
في عام 1999 رُزقت العائلة بتوأمين وانتقلت إلى لونبورج، و بعد عام ونصف انتقلا هابك وبلاوخ إلى فلنسبورج. و في عام 2002 وُلد ابنهم الرابع. و يذهب الأولاد إلى مدراس دينماركية في ألمانيا.

## كاتب

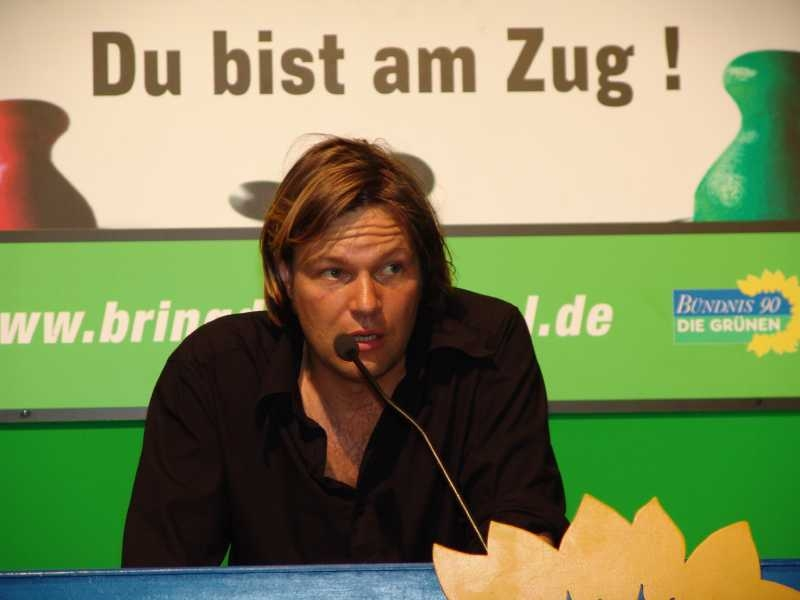
روبرت هابك عام 2005

يعمل كل من روبرت وزوجته معًا منذ عام 1999 ككتاب أحرار إضافة إلى تأليفهم للكتب معًا. و خلال مقابلة أكدا أن عملهما الثنائي في الكتابة هو قرار واعي لقرارتهما في الحياة. نشر هابك بجانب كتب الأطفال والأدب الإنجليزي مجموعة من الروايات، وهي رواية موت هاوكه هاينز في عام 2001 (Hauke Haiens Tod) ورواية صرخة الضباع في عام 2004 ( Der Schrei der Hyänen ) و رواية اليوم الذي قابلت فيه زوجي الميت عام 2005 (Der Tag, an dem ich meinen toten Mann traf ) ورواية طريقان في الصيف في عام 2006 (Zwei Wege in den Sommer ) و رواية يقع البحر أسفل البلوع في عام 2007 (Unter dem Gully liegt das ) ورواية قارب الصيف عام 2009 (SommerGIG).
في الروايات التي ألفها روبرت بالتعاون مع زوجته يجد القارئ أثر للأدب الإنجليزي والإسكندنافي، كما أن الهدف المتكرر في الروايات هو الأثر الذي يطبعه الإنسان وسلوك الإثارة والحرية والمظاهرات. في شهر ديسمير (كانون الأول) لعام 2008 عُرضت مسرحيتهما الأولى بعنوان نوينتسين أختتسين  على مسرح كيل التي كانت عن ثورة ماتروسين، وفي عام 2008 أيضًا تم تحويل رواية اليوم الذي قابلت فيه زوجي الميت إلى فيلم سينمائي.

## السياسة

### بداية السياسة المحلية
أصبح روبرت عضوًا في حزب الخضر الألماني في عام 2002، وكان رئيس مقر الحزب في منطقة شلسفيج-فلنسبورج من عام 2002 حتى عام 2004 وفي عان 2004 أصبح رئيس منطقة شلسفيج-هولشتاين. في عام 2006 تقدم ليصبح مستشارًا لمجلس الإدراة ولكنه لم ينجح في ذلك. في عام 2008 أصبح المرشح المباشر في الانتخابات المحلية لمنطقة شلسفيج-فلنسبورج وفي شهر أغسطس (آب) أصبح رئيس التكتل لمنطقة شلسفيج-فلنسبور .

### مُرشح مباشر خلال انتخابات برلمان الولاية من 2009 حتى 2012
في عام 2009 أصبح كل من روبرت هابك ومونيكا هايناولد المرشحان المباشران لحزب الخضر لانتخابات برلمان شلسفيج-هولشتاين، وبعد الانتخابات أصبح هابك رئيس التكتل البرلماني. و في انتخابات عام 2012 أصبح هابك مجددًا مرشحًا مباشرًا.

### وزير الولاية (2012-2018)
عُين هابك ليصبح بعد انتخابات عام 2012 نائبًا لرئيس مجلس وزراء ووزير نقل الطاقة والبيئة والزراعة والمناطق الريفية. بعد تكوين تحالف جاميكا من الاتحاد المسيحي الديموقراطي والحزب الديموقراطي الحر وحزب الخضر في برلمان ولاية شلسفيج-هولشتاين عُين هابك مجددًا في الثامن والعشرين من شهر يونيو (حزيران) عام 2017 ليشغل منصب وزير نقل الطاقة والبيئة والزراعة والمناطق الريفية -حاليًا تُسمى وزير الطاقة والبيئة والزراعة والرقمنة- في حكومة جرونتر. في شهر مايو (آيار) عام 2018 قدم هابك استقالته لأن نظام حزب الخضر يسمح فقط بفترة انتقالية مدتها ثمانية أشهر بالنسبة للتوافق الوزاري. في الحادي والثلاثين من شهر أغسطس (آب) عام 2018 خرج هابك من الحكومة في شلسفيج-هولشتاين.

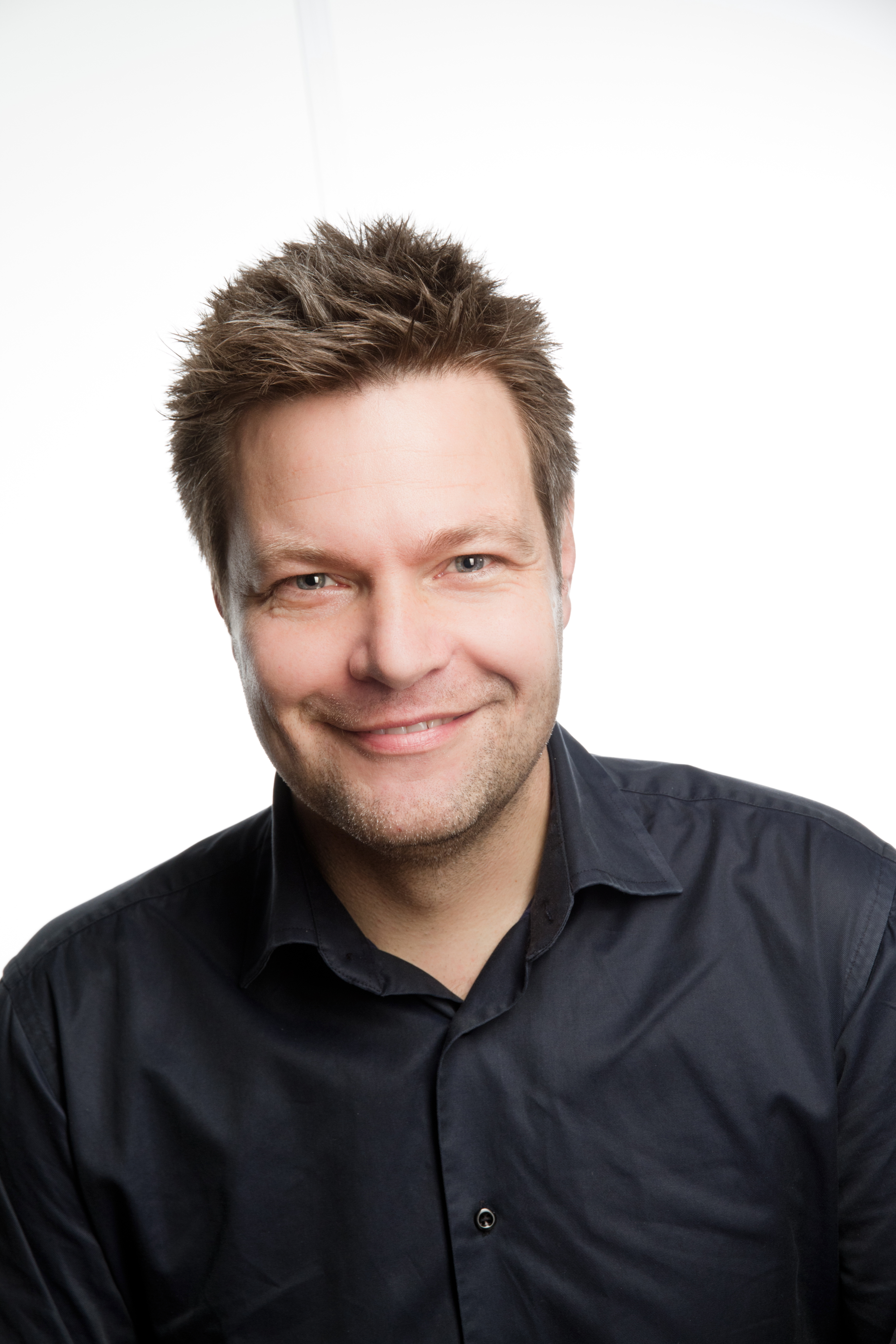
روبرت هابك عام 2012

### انتخابات المرشح البارز لانتخابات البرلمان الألماني لعام 2017
أعلن هابك في شهر مايو (آيار) عام 2015 بأنه سيترشح ليكون مرشحًا بارزًا عن حزب الخضر لانتخابات البرلمان الألماني. و في اجتماع الحزب المُنعقد في مونستر في أبريل (نسيان) عام 2016 تولى خطاب التقديم للمرشحين والذي كان حول مقعد الرئاسة المزدوجة في مجلس الإدراة. و كان هابك منعزلًأ عن وسائل الإعلام خلال الانتخابات  و حصل على 35,74 بالمئة من الأصوات منهزمًا بفارق طفيف أمام جيم أوزديمير الذي حصل على 35,96 بالمئة من الأصوات ونجح مسعاه كعنصر ذكوري في مجلس رئاسة الحزب.
بعد انتخابات البرلمان الألماني لعام 2017 كان أحد مفاوضين حزب الخضر الألماني خلال المحادثات الاستطلاعية من أجل تحالف جاميكا على صعيد الولايات، ولكنه انتهي بعد رفض الحزب الديموقراطي الحر.

### رئاسة الحزب
في السابع والعشرين من شهر يناير (كانون الثاني) عام 2017 أصبح كل من روبرت هابك وأنالينا بيربوك رئيسين مجلس إدارة حزب الخضر الألماني.

## مواقف سياسية وانتقادات

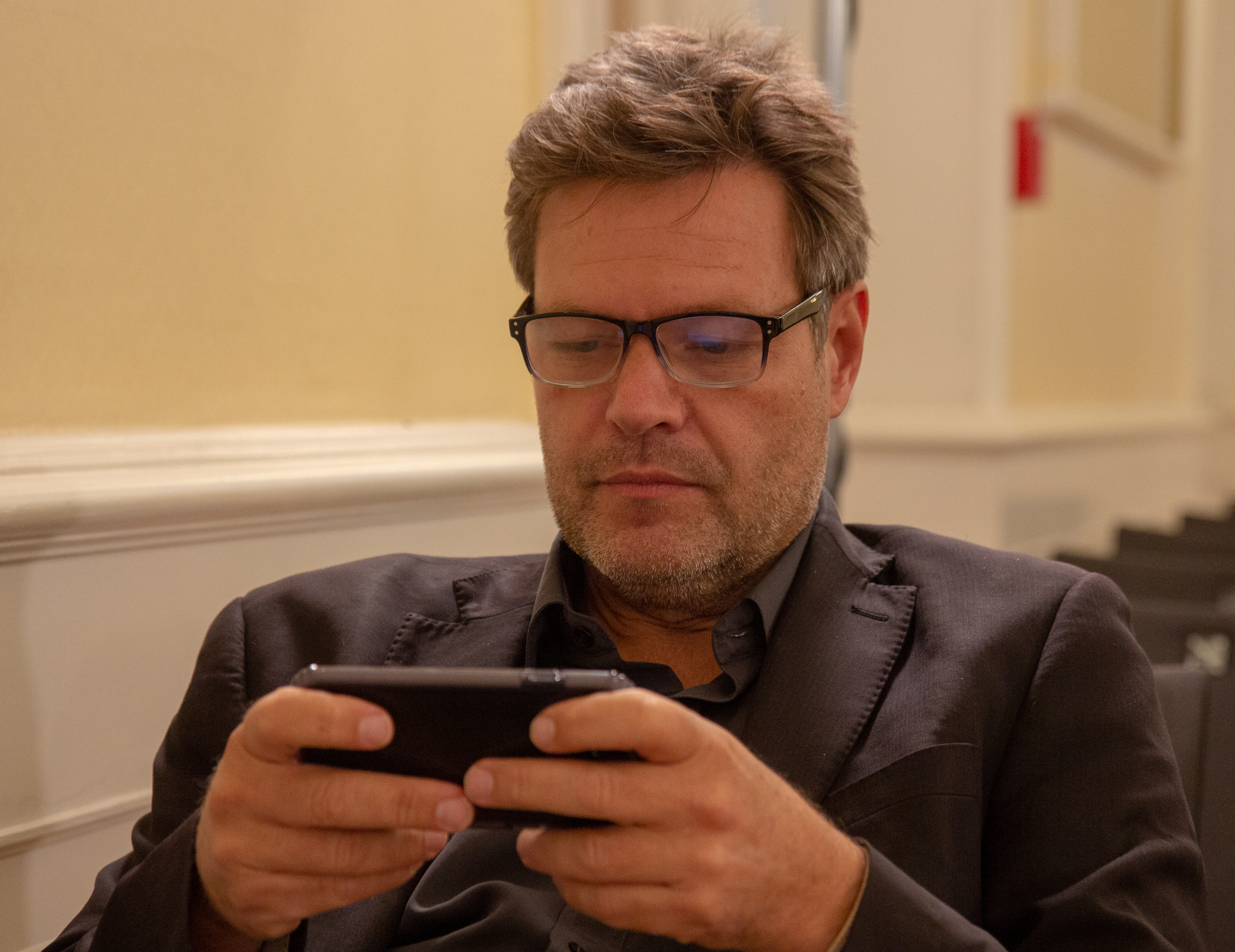
مواقف روبرت هابك

صرح هابك في أبريل (نسيان) عام 2016 أن معاملة الحيوانات الحالية وقتلهم من أجل الغداء يُعد شيئًا يفقتر إلى المبررات المهمة؛ حيث يوجد الكثير من المواد الغذائية البديلة لهذا الأمر.
من عام 2014 وحتى عام 2016 كان هابك عضوًا في حكومة الولاية وعضو في لجنة تخزين النفايات المشعة عالية المستوى وفقًا للمادة الثالثة من قانون البحث واختيار أماكن للنفايات المشعة العالية المستوى. و بالنسبة لما يتعلق بتخزين النفايات المشعة في ألمانيا مثل هابك وجهة النظر التي تناقش عدم إمكانية استبعاد مناطق مدينة جروليبن «بسبب الأسباب السياسية»، وأوضح للجنة التخزين في عام 2014 أن«اللجنة ستعمل تحت هذا الشرط»  و قد دعم قرار مندوبين حزب الخضر المثير للجدل الذي تم اتخاذه في المؤتمر الاتحادي لعام 2012 والذي نجح فيه الوزير الاتحادي السابق للبيئة يورغن تريتين في مسعاه.

## الأعمال
- Traumblind. Ein Gefühl wie Freiheit (طيف. شعور مثل الحرية). SOLDI-Verlag, Hamburg 1990, ISBN 3-928028-04-9.
- Casimir Ulrich Boehlendorffs Gedichte: eine stilkritische Untersuchung (شعر كازمير أولغيش: دراسة نقدية للناحية الأسلوبية), Königshausen und Neumann, Würzburg 1997, ISBN 9783826012808.
- Hauke Haiens Tod (موت هاوكه هاينز). S. Fischer, Frankfurt am Main 2001, ISBN 3-10-059010-4. Taschenbuchausgabe: Fischer-Taschenbuch-Verlag, Frankfurt am Main 2003, ISBN 3-596-15976-8, Neuauflage Taschenbuch: Piper, München 2006, ISBN 3-492-24699-0.
- Die Natur der Literatur (طبيعة الأدب). Zur gattungstheoretischen Begründung literarischer Ästhetizität, Verlag Königshausen&Neumann, Würzburg 2001, ISBN 3-8260-2066-9. (= Univ. Hamburg, Diss. 2000)
- Der Schrei der Hyänen (صرخة الضباع). Piper, München 2004, ISBN 3-492-04611-8. Taschenbuchausgabe: Piper, München 2005, ISBN 3-492-24381-9.
- Der Tag, an dem ich meinen toten Mann traf (اليوم الذي قابلت فيه زوجي الميت). Piper, München 2005, ISBN 3-492-04706-8.
- Zwei Wege in den Sommer (طريقان في الصيف). Patmos, Düsseldorf 2006, ISBN 3-7941-8046-1.
- Unter dem Gully liegt das Meer (يقع البحر أسفل البلوعة). Patmos, Düsseldorf 2007, ISBN 3-7941-8071-2.
- Verwirrte Väter (الآباء الحائرين)– oder: Wann ist der Mann ein Mann. Gütersloher Verlagshaus, Gütersloh 2008, ISBN 978-3-579-06989-0.
- 1918 - Revolution in Kiel (ثورة في كيل): Mit dem Schauspiel "Neunzehnachtzehn". Boyens, Heide 2008, ISBN 978-3-8042-1264-0.
- SommerGIG (قارب الصيف). Patmos, Düsseldorf 2009, ISBN 978-3-7941-7075-3.
- Patriotismus: ein linkes Plädoyer (وطنية: مرافعة يسارية) . Gütersloher Verlagshaus, Gütersloh, 1. Aufl., 2010, ISBN 978-3-579-06874-9.
- Wer wagt, beginnt. Die Politik und ich (من يتقدم يبدأ. أنا والسياسة). Kiepenheuer & Witsch, Köln 2016, ISBN 978-3-462-04949-7.

## الجوائز
- 1996: جائزة الترجمة الأدبية لمدينة هامبورغ
- 1999: منحة بيرشت-هاوس الدراسية
- 2002: جائزة السيناريو لولاية شلسفيج-هولشتاين
- مارس/آذار 2007: الترشح للجائزة الألمانية للكتاب الشبابي عن رواية طريقان في الصيف
- يوليه/تموز 2007: حصد كتاب الشهر -«أفضل سبعة كتاب للقراء الشباب»
- 2007: رواية يقع البحر أسفل البلوعة الأفضل للجنة تحكيم الأدب الشبابي في لايبزيش

## وصلات خارجية
- روبيرت هابك على موقع IMDb (الإنجليزية)
- روبيرت هابك على موقع مونزينجر (الألمانية)
- روبيرت هابك على موقع ميوزك برينز (الإنجليزية)
- روبيرت هابك على موقع قاعدة بيانات الفيلم (الإنجليزية)
- روبيرت هابك على موقع كينوبويسك (الروسية)
- الصفحة الرسمية لروبرت هابك (بالغة الألمانية)
- سيرة ذاتية قصيرة لروبرت هابك وأعماله على موقع perlentaucher.de (بالغة الألمانية)
- الأعمال الأدبية لروبرت هابك  على موقع مكتبة ألمانيا الوطنية (بالغة الألمانية)
- الموقع الأدبي لهابك وزوجته بالوخ نسخة محفوظة 16 سبتمبر 2018 على موقع واي باك مشين. (بالغة الألمانية)
- معلومات عن روبرت هابك على موقع برلمان ولاية شلسفيج-هولشتاين(بالغة الألمانية)
- مبادرات هابك على موقع برلمان ولاية شلسفيج-هولشتاين (بالغة الألمانية)
- معلومات عن روبرت هابك على أرشيف مونتسجر